# Camponotus borellii
Camponotus borellii es una especie de hormiga del género Camponotus, tribu Camponotini. Fue descrita científicamente por Emery en 1894.
Se distribuye por el Neotrópico, en Argentina y Paraguay.

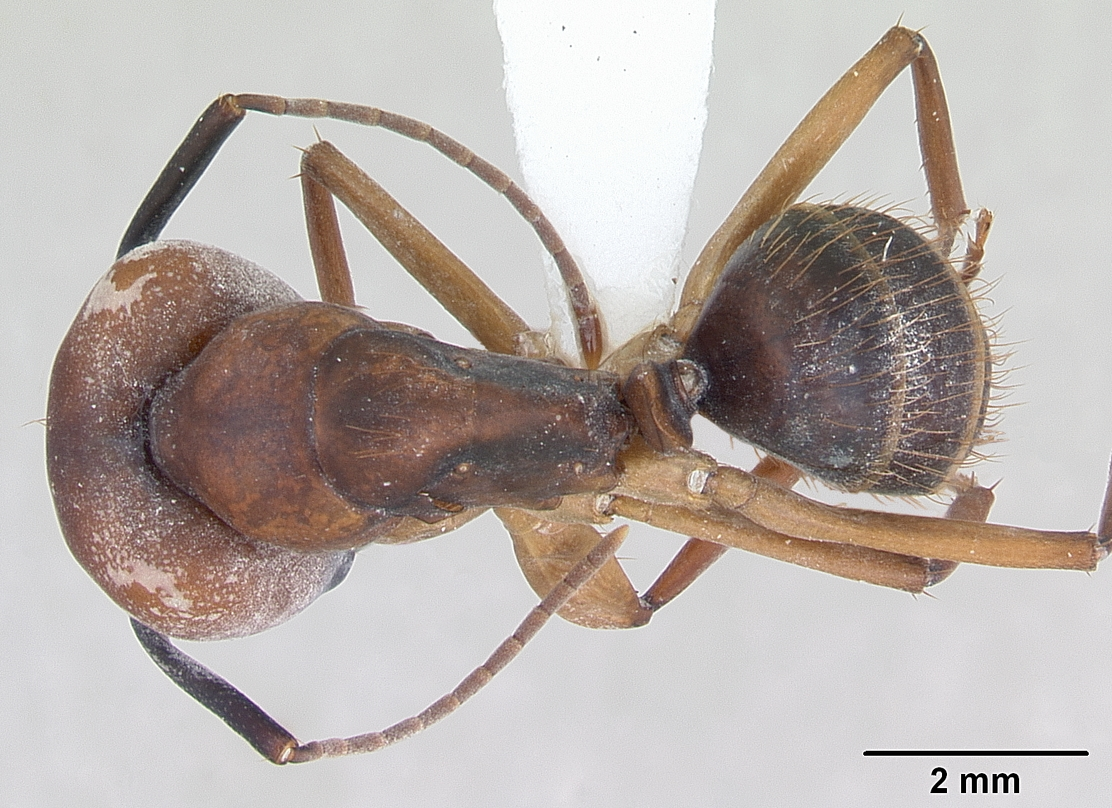
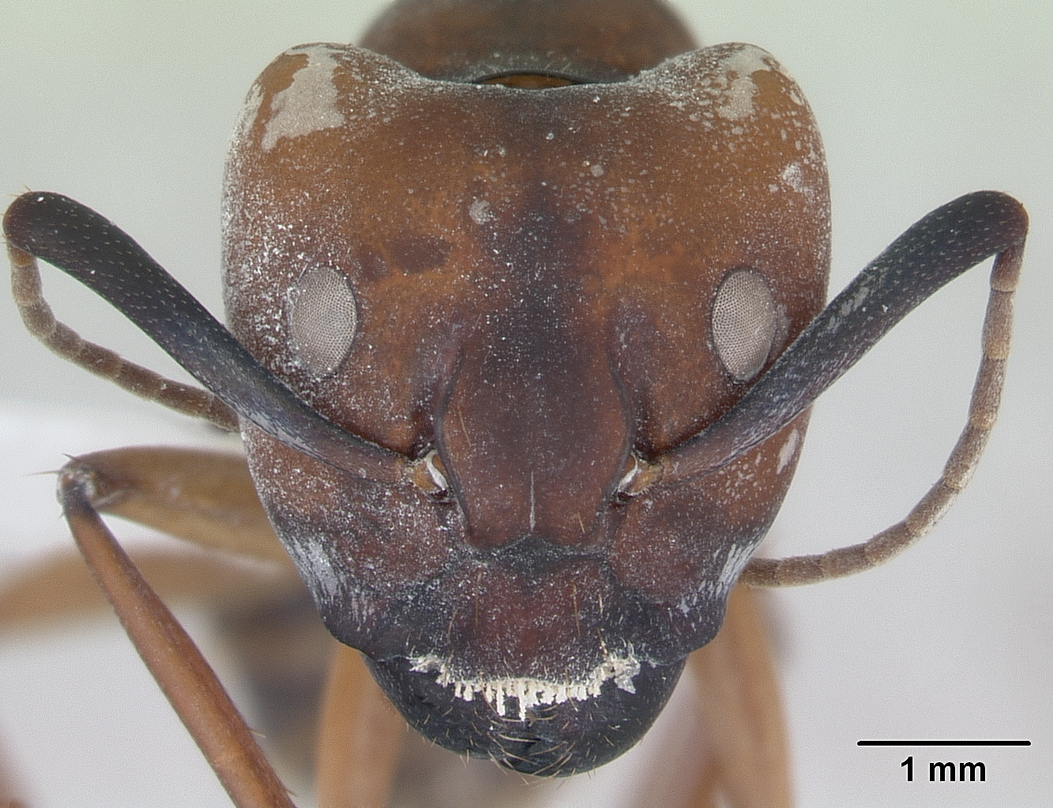